# Money in the Bank (2011)
Money in the Bank (2011) foi um evento de luta profissional em formato pay-per-view produzido pela WWE e patrocinado pela Skittles. Aconteceu em 17 de julho de 2011 no Allstate Arena, em Rosemont, Illinois. Este foi o segundo evento Money in the Bank anual e o sétimo pay-per-view de 2011 no calendário da WWE.
Ao todo, foram realizados seis combates de luta profissional, que produziram um supercard. Como no ano anterior, um dos principais focos do Money in the Bank de 2011 foi a realização de duas lutas Money in the Bank. Alberto Del Rio foi o vencedor do combate dos lutadores exclusivos do programa Raw, ganhando uma chance pelo Campeonato da WWE a qualquer momento em um período de um ano, enquanto Daniel Bryan foi o vitorioso na luta com os participantes do SmackDown, recebendo uma oportunidade pelo Campeonato Mundial dos Pesos-Pesados nas mesmas condições de Del Rio. Em outra luta, Christian derrotou Randy Orton por desqualificação para se tornar o novo campeão mundial dos pesos-pesados de acordo com uma estipulação estabelecida previamente. No evento principal, CM Punk derrotou o até então campeão da WWE, John Cena, ganhando o título e deixando imediatamente a empresa após o evento e segundo uma condição acrescentada anteriormente, Cena seria demitido na noite seguinte por perder o combate.
O Money in the Bank recebeu elogios unânimes de fãs e críticos, e em particular, a luta entre CM Punk e John Cena, que foi premiada com uma classificação de cinco estrelas por Dave Meltzer do site Wrestling Observer, e foi considerado pela WWE em abril de 2013 como sendo o quarto maior combate pelo Campeonato da WWE de todos os tempos. O Money in the Bank de 2011 teve um total de 195.000 compras, que foi superior as vendas dos anos anterior e posterior.

## Antes do evento

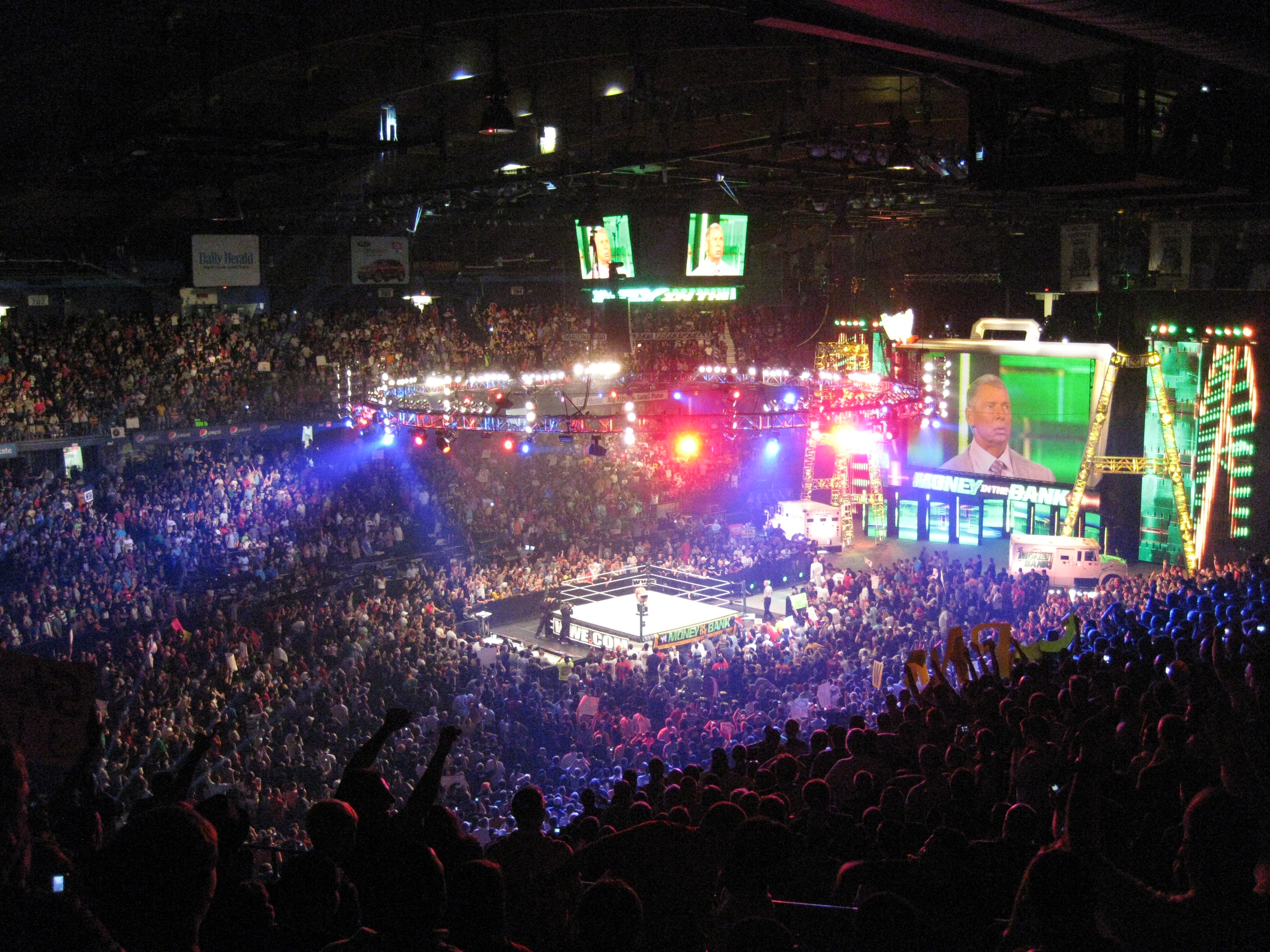
O cenário do Money in the Bank de 2011.

### Contexto e conceito
Em novembro de 2010, a WWE anunciou que o Money in the Bank de 2011 aconteceria no dia 17 de julho de 2011 na Allstate Arena, em Rosemont, Illinois. Os ingressos foram colocados à venda em maio de 2011, através do Ticketmaster, com preços variando de US$ 25 à US$ 300. O evento, patrocinado pela marca de confeitaria Skittles, foi o segundo Money in the Bank anual e o sétimo pay-per-view dos treze realizado pela WWE em 2011. A música tema, "Money in the Bank", foi composta por Jim Johnston.
O conceito deste pay-per-view se baseia na luta Money in the Bank, que consiste simplesmente em uma luta de escadas, com o objetivo sendo recuperar uma maleta suspensa à 20 pés (seis metros) do ringue. A maleta contém um contrato que garante ao vencedor uma luta por um dos títulos mundiais da WWE — na altura o Campeonato da WWE e o Campeonato Mundial dos Pesos-Pesados. O contrato é válido por um ano e o detentor da maleta — conhecido como "Mr. Money in the Bank" — pode aparecer em qualquer evento da WWE para utilizar o contrato (realizar o "cash-in") no local, data e horário de sua escolha. A maleta também pode ser defendida em lutas, similarmente aos títulos.

### Rivalidades
Money in the Bank teve combates de luta profissional de diferentes lutadores com rivalidades e histórias pré-determinadas que se desenvolveram no Raw e SmackDown — programas de televisão da WWE. Os lutadores interpretaram um "vilão" ou um "mocinho" seguindo uma série de eventos para gerar tensão, culminando em várias lutas.

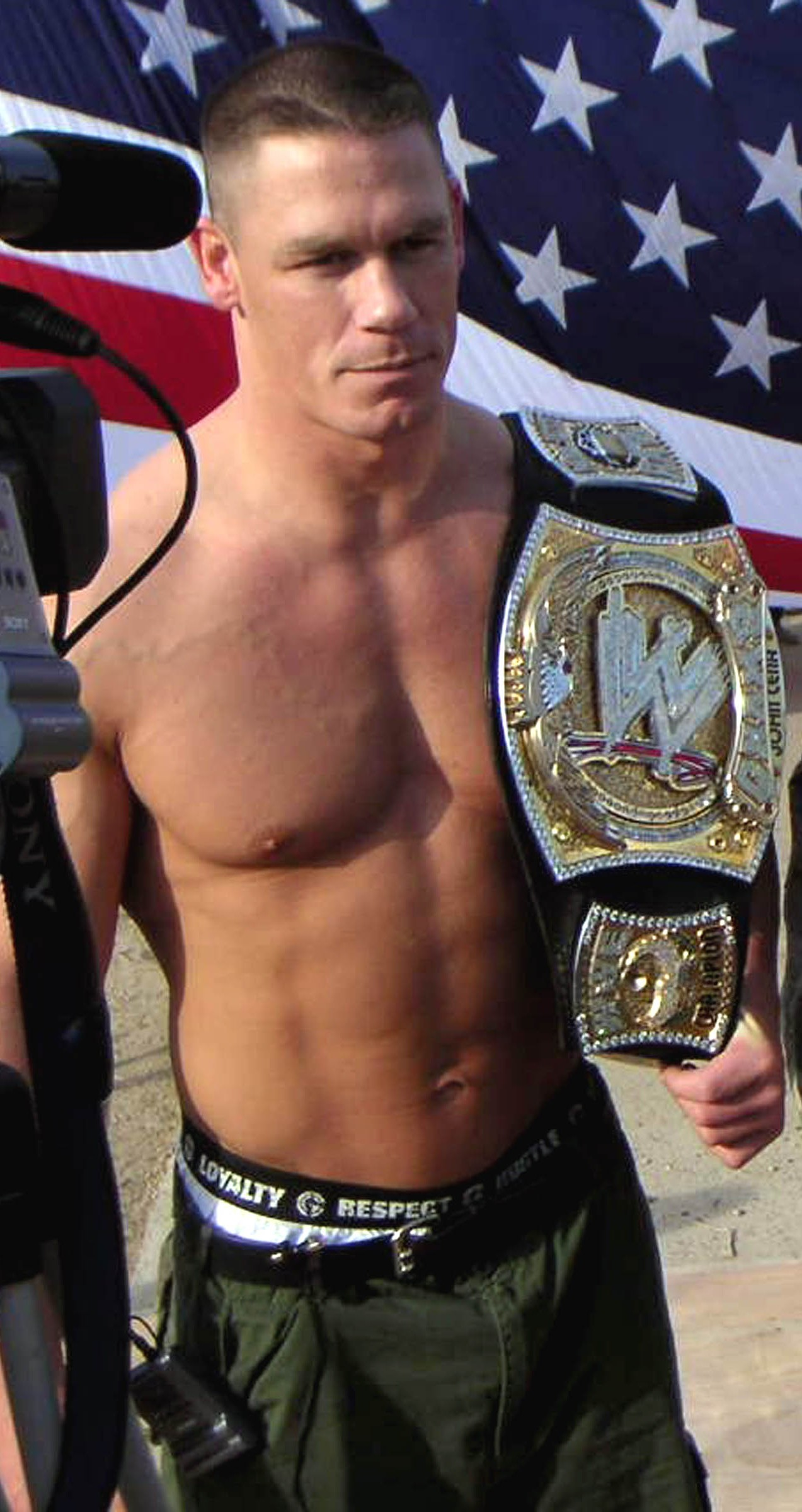
John Cena defendeu o Campeonato da WWE contra CM Punk no Money in the Bank.

A principal rivalidade do programa Raw foi entre John Cena e CM Punk pelo Campeonato da WWE. No episódio de 20 de junho de 2011 do Raw, com rumores legítimos afirmando que Punk estaria desiludido com a sua posição na empresa, este venceu uma luta triple threat com contagem em qualquer lugar contra Alberto Del Rio e Rey Mysterio, se tornando o desafiante número um pelo Campeonato da WWE. Após a luta, ele anunciou que seu contrato com a empresa iria expirar à meia-noite do dia 17 de julho, o dia do Money in the Bank. Punk prometeu ganhar o campeonato e deixar a empresa com ele. No final do episódio de 27 de junho do Raw, este realizou uma promo, repreendendo a WWE por não promovê-lo corretamente, insultando várias figuras de autoridade da empresa, como membros da família McMahon (Mr. McMahon, Stephanie McMahon e Triple H), bem como o executivo da WWE, John Laurinaitis. Além disso, Punk propôs que, ao vencer o Campeonato da WWE, ele poderia defender o cinturão na Ring of Honor ou na New Japan Pro Wrestling. Como resultado dessa ação, foi suspenso por tempo indeterminado a partir daquele momento, cancelando sua luta contra Cena no Money in the Bank. Depois de alguma intervenção de John Cena no Raw de 4 de julho, Mr. McMahon concordou em restabelecer Punk, com uma condição: que Cena vencesse o combate, caso contrário seria demitido. Na semana seguinte, no Raw, Punk retornou e revelou que Mr. McMahon queria desesperadamente que ele assinasse um contrato para garantir que o Campeonato da WWE permanecesse sob o comando da empresa. Ele fez uma lista de exigências ultrajantes, quase intransponíveis para que McMahon concordasse, porém continuou a humilhá-lo no ringue e recusar-se a assinar o contrato. John Cena interrompeu o processo, e após Punk o referir como uma "dinastia" que rivalizava com o New York Yankees, Cena deu um soco no rosto de seu adversário. Isto fez com que Punk rasgasse o novo contrato que teria o mantido na WWE, declarando que o Money in the Bank seria o local de sua última aparição, e que ele estaria tomando o Campeonato da WWE para ele.

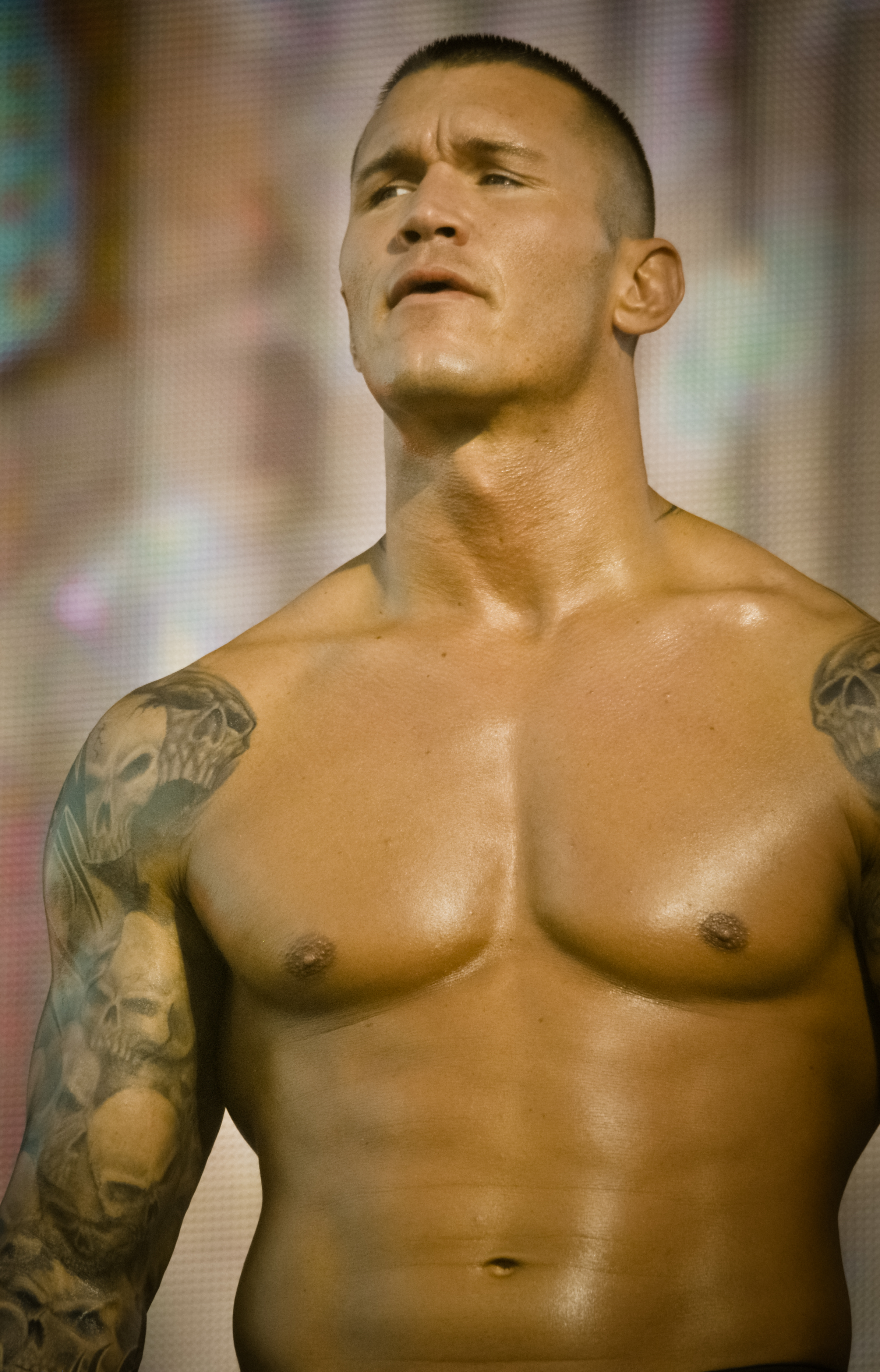
Randy Orton enfrentou Christian pelo Campeonato Mundial dos Pesos-Pesados.

O principal confronto do SmackDown envolveu o campeão mundial dos pesos-pesados, Randy Orton, que defenderia seu título contra Christian. Orton foi vitorioso em um combate entre os dois no Capitol Punishment, porém o pé de Christian estava debaixo da corda inferior, enquanto ele estava sofrendo o pinfall, o que devia ter causado o interrompimento da contagem por parte do árbitro. Porém, este não percebeu isso, e Christian se sentiu trapaceado. Como resultado, exigiu que fosse dada a ele outra oportunidade. O gerente geral do SmackDown, Theodore Long, porém marcou uma luta contra Kane no programa de 24 de junho, na qual se Christian vencesse, ganharia a chance pelo título mundial. O combate se transformou em uma luta de duplas entre Mark Henry e Christian contra Randy Orton e Kane, após Henry atacar o último. A dupla de Christian conseguiu a vitória e este a chance pelo campeonato de Orton. Durante a assinatura de contrato para a luta no SmackDown de 1 de julho, Sheamus, que havia sido chutado na cabeça por Randy Orton semanas antes, voltou e atacou ambos competidores. Christian usou esta oportunidade para que seus advogados redigissem um novo contrato. Os termos deste novo contrato afirmavam que este poderia conquistar o cinturão por desqualificação em caso de uma "decisão errada". Chirstian então zombou de Orton na semana seguinte, roubando sua carteira, apostando uma quantidade absurda de dinheiro e interferindo em seu combate no evento principal contra Kane no SmackDown de 15 de julho.
As qualificações para a luta Money in the Bank do Raw foram baseadas no desemprenho recente dos lutadores. No programa de 27 de julho, Alberto Del Rio, Alex Riley, Evan Bourne, Jack Swagger, Kofi Kingston, Rey Mysterio, R-Truth e The Miz foram confirmados como os concorrentes. Neste mesmo dia, foi dada a Del Rio, R-Truth e Rey Mysterio a oportunidade de se tornarem o desafiante principal do Campeonato da WWE, devido a suspensão de CM Punk, se enfrentando em uma luta triple threat. Del Rio venceu o combate, mas quando Punk foi reintegrado mais tarde naquela noite, sua posição como desafiante foi retirada. Todos os participantes, na semana seguinte, falaram sobre a suas expectativas para a luta, mas a entrevista acabou em uma grande briga. Alberto Del Rio separou o alvoroço, e atacou seus futuros adversários com uma escada de aço.

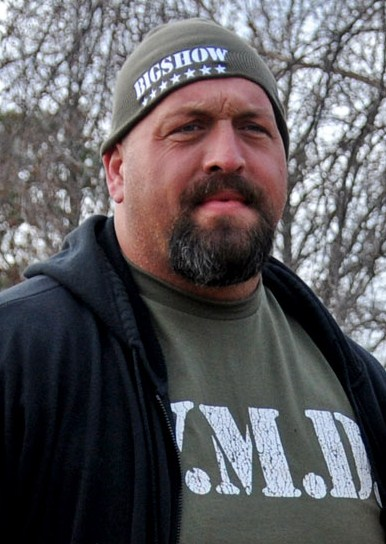
Big Show enfrentou Mark Henry no pay-per-view.

Os oponentes da luta Money in the Bank do SmackDown foram anunciados no programa de 1 de julho, tendo sido escolhidos Cody Rhodes, Daniel Bryan, Heath Slater, Justin Gabriel, Kane, Sheamus, Wade Barrett e Sin Cara. Estes também receberam uma chance de falar sobre o combate em si no SmackDown de 15 de julho; no entanto, Sheamus atacou todos os competidores com uma cadeira, com exceção de Sin Cara, que conseguiu se esquivar do ataque e fugir para o lado de fora do ringue.
Uma rivalidade menor no Money in the Bank envolveu Big Show e Mark Henry. A rixa entre os dois começou quando Show atacou Henry violentamente e sem motivos no SmackDown de 17 de junho, como resultado da raiva que adquiriu por conta dos ataques de Alberto Del Rio no último mês. Henry teve sua vingança ao aplicar seu movimento de finalização, o World's Strongest Slam, jogando Show através da mesa dos comentaristas espanhóis durante sua luta no Capitol Punishment. Henry então passou a ter um traço violento, interferindo em uma luta numa jaula de aço entre Show contra Alberto Del Rio no Raw de 27 de junho, arrancando a porta da jaula, permitindo que Del Rio vencesse, e em seguida, usou mesma porta para atacar Big Show, destruindo completamente uma parede da estrutura. Este ataque deixou Show imcapacitado por semanas, mas Henry continuou a aterrorizar a WWE, chegando a atacar um técnico de som e jogando-o para fora do palco. O retorno de Big Show aconteceu no Raw de 11 de julho, onde derrotou Dolph Ziggler e Drew McIntyre em uma luta dois contra um. Após o termino da luta, Mark Henry atacou novamente Big Show. No mesmo dia, foi confirmada uma luta entre Show e Mark Henry no Money in the Bank.
A rivalidade pelo Campeonato das Divas envolveu Kelly Kelly a defender seu título contra Brie Bella. Kelly ganhou o campeonato de Brie na edição do Raw de 20 de junho, no qual foi denominado "Poder do Povo", onde os telespectadores escolheram os oponentes para os combates. Tanto Brie quanto sua irmã gêmea Nikki passaram a ridicularizar Kelly Kelly pela sua pequena estatura. Eve Torres, ainda com raiva por perder o cinturão para Brie Bella devido a trapaça das gêmeas, juntou-se ao lado de Kelly para enfrentar e derrotar as Bellas no Raw de 4 de julho. Ainda neste dia, Brie anunciou que usaria sua clausula de revanche no Money in the Bank, enquanto Eve decidiu ficar no canto de Kelly Kelly no pay-per-view.

## Evento
| Papel:                       | Nome:                               |
| ---------------------------- | ----------------------------------- |
| Comentaristas                |                                     |
| Michael Cole                 |                                     |
| Jerry "The King" Lawler      |                                     |
| Booker T                     |                                     |
| Carlos Cabrera (espanhol)    |                                     |
| Marcelo Rodríguez (espanhol) |                                     |
| Anunciadores                 | Justin Roberts (Raw)                |
| Anunciadores                 | Tony Chimel (SmackDown)             |
| Anunciadores                 | Ricardo Rodriguez (Alberto Del Rio) |
| Árbitros                     | Scott Armstrong                     |
| Árbitros                     | Mike Chioda                         |
| Árbitros                     | John Cone                           |
| Árbitros                     | Chad Patton                         |
| Árbitros                     | Jack Doan                           |
| Árbitros                     | Justin King                         |
| Repórteres                   | Josh Mathews                        |

### Luta preliminar
Antes do inicio do pay-per-view, uma luta exclusiva para os presentes na arena foi realizada. Nela, Santino Marella e Vladimir Kozlov derrotaram David Otunga e Michael McGillicutty em uma combate de duplas após Marella aplicar um The Cobra em McGillicutty, conseguindo o pinfall.

### Lutas secundárias
A primeira luta da noite teve como destaque o combate Money in the Bank do SmackDown, que foi vencido por Daniel Bryan. Como principais momentos da luta, pode-se citar quando Sheamus aplicou um powerbomb em Sin Cara através de uma escada apoiada entre o ringue e a mesa dos comentaristas. Cara sofreu um concussão após o ataque e foi retirado da luta de maca. Em um outro ponto da luta, Heath Slater aplicou em Bryan um neckbreaker de uma escada, subindo ao topo das cordas na sequência, com Barrett e Sheamus o batendo com outra escada em seu estômago, balançando e soltando-o sobre Kane no lado de fora do ringue. No fim do combate, Bryan colocou Rhodes numa guillotine choke no topo da escada no meio do ringue, enquanto Barrett subiu no outro lado da mesma. Depois de Bryan jogar Rhodes para o chão, Barrett teve Bryan sobre seus ombros para um Wasteland sob outra escada, mas Daniel respondeu com repetidas cotoveladas na cabeça de Barrett. Bryan o finalizou com um chute na cabeça, fazendo com que caísse, conseguindo na sequência retirar a mala do topo do ringue, ganhando a luta.
Na luta seguinte, Kelly Kelly derrotou Brie Bella para manter o Campeonato das Divas da WWE. Kelly aproveitou a vantagem inicial para pular em cima de ambas as gêmeas Bella no lado de fora do ringue. Kelly, então, realizou um handstand headscissors hold em Brie ao usar as cordas, mas esta conseguiu se soltar empurrando Kelly, que caiu de rosto do lado de fora do ringue. No final do combate, Kelly Kelly aplicou um K2, conseguindo realizar o pinfall com sucesso.
Na terceira e última luta preliminar, Mark Henry derrotou Big Show. A luta começou de forma equilibrada, com Show aplicando um shoulder tackle. Henry, em seguida, assumiu o controle, visando as pernas de Show. Este revidou com um mergulho de ombro a partir da segunda corda e mais tarde, tentou aplicar um Chokeslam, mas Henry reverteu em seu movimento de finalização, o World's Strongest Slam. No entanto, Show conseguiu escapar do pinfall na contagem de dois. Henry então aplicou outro World's Strongest Slam e dois splashes para conseguir a vitória por pinfall. Após a luta, Henry lesionou Show colocando uma cadeira em seu tornozelo, pulando da segunda corda na sequência.

### Lutas principais

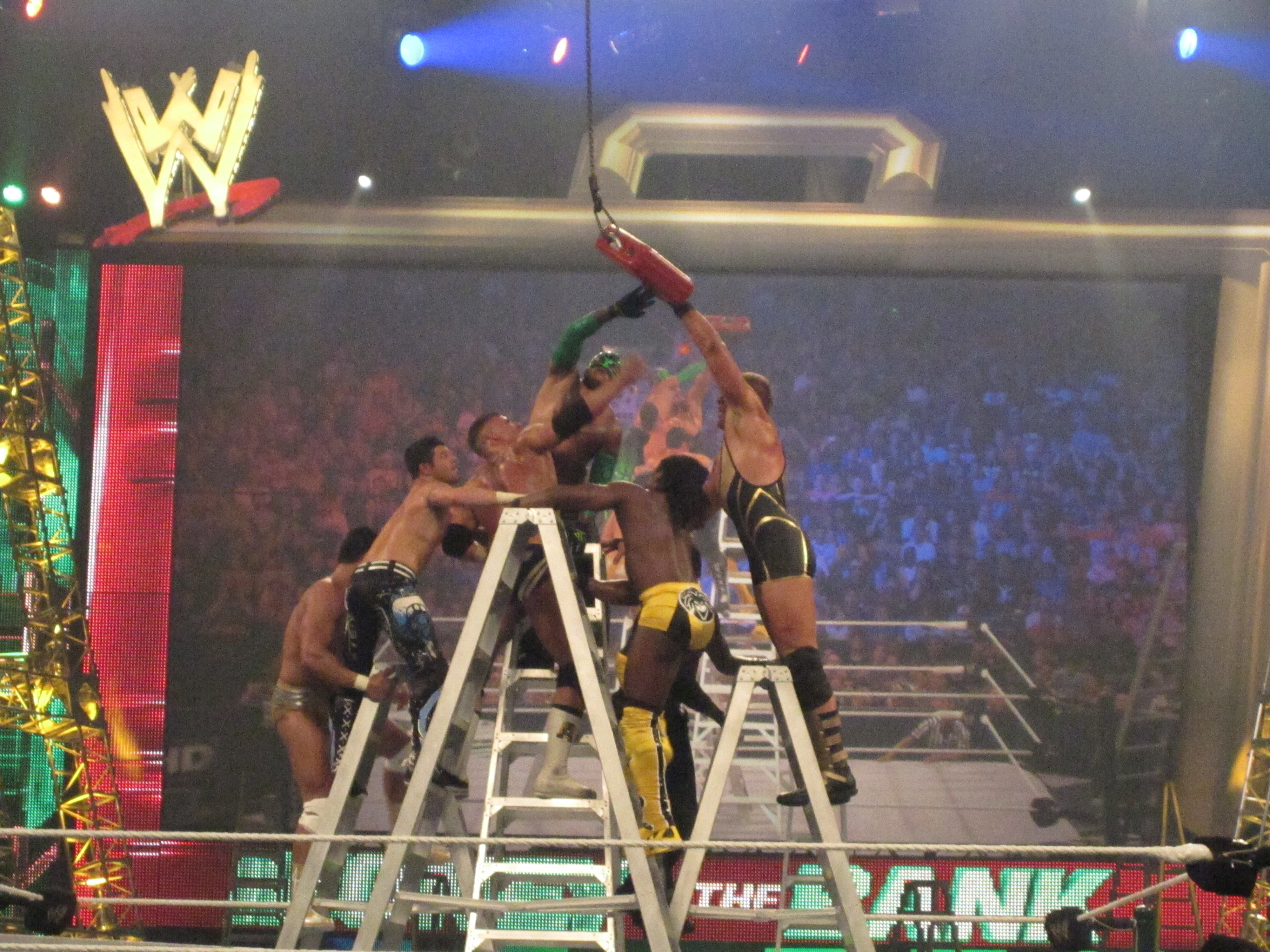
A luta Money in the Bank do Raw.

O combate Money in the Bank do Raw foi a quarta luta em geral, e a primeira das três principais, na qual foi vencida por Alberto Del Rio. A luta começou com todos os lutadores trazendo sua própria escada para o ringue durante a suas respectivas entradas e logo ao inicio do combate, atacaram Del Rio com elas, mandando-o para fora, onde jogaram as escadas em cima dele. No ponto alto da luta, Evan Bourne subiu no topo de uma escada posta no ringue e realizou um Air Bourne sob o resto dos lutadores que estavam nele. Bourne e Miz, em seguida, tentaram pegar a maleta, mas Del Rio derrubou a escada onde estavam, fazendo com que Miz machucasse seu joelho durante a aterrissagem. The Miz foi então trazido para os bastidores devido à sua lesão. Em outro ponto da luta, os sete lutadores restantes armaram e subiram em quatro escadas no ringue, sendo que todos eles conseguiram tocar a meleta, mas nenhum foi capaz de desprende-la. Eles bateram uns aos outros nas escadas, até todos caírem delas. Sem ninguém no ringue, Miz voltou ao combate e subiu em uma escada com uma perna machucada, mas Mysterio o interceptou. No fim da luta, Mysterio e Del Rio lutavam no topo de uma escada para pegar a meleta, quando Del Rio distraiu Mysterio desmascarando-o, e em seguida, empurrou-o para uma outra escada, que tombou e mandou todos os outros oponentes para fora do ringue. Sozinho, Alberto Del Rio foi capaz de soltar a maleta para vencer a luta.
Na penúltima luta da noite, Randy Orton defendia o seu Campeonato Mundial dos Pesos-Pesados contra Christian, com a estipulação de que se fosse desqualificado ou se houvesse uma "má decisão" por parte do árbitro, perderia o título. Christian começou o combate trazendo uma cadeira de aço para o ringue virando as costas para Orton, incitando-o sobre a estipulação nesta luta que ele ganharia o título se Orton fosse desqualificado. Randy Orton se recusou e jogou a cadeira para fora do ringue. Orton segurou a vantagem desde o início, esquivando-se da tentativa de Christian de aplicar um plancha e de jogá-lo nos degraus de metal fora do ringue. Christian assumiu o controle depois de fazer Orton cair de costas após aplicar um spinebuster da terceira corda. Em outro momento, tanto Christian e Orton se esquivaram das tentativas de cada em aplicar seus movimentos de finalização, o RKO e o Killswitch, respectivamente. O combate acabou quando Orton partiu para aplicar um RKO em Christian, mas este se apoiou no canto do ringue e cuspiu no rosto de Orton. Ficando enfurecido com isso, Orton chutou seu adversário na virilha, fazendo com que o árbitro o desqualificasse, e portanto, Christian se tornou o novo campeão. Após o combate se encerrar, Randy Orton passou a atacar o novo campeão, chegando ao ponto de aplicar dois RKOs em Christian na mesa dos comentaristas espanhóis.

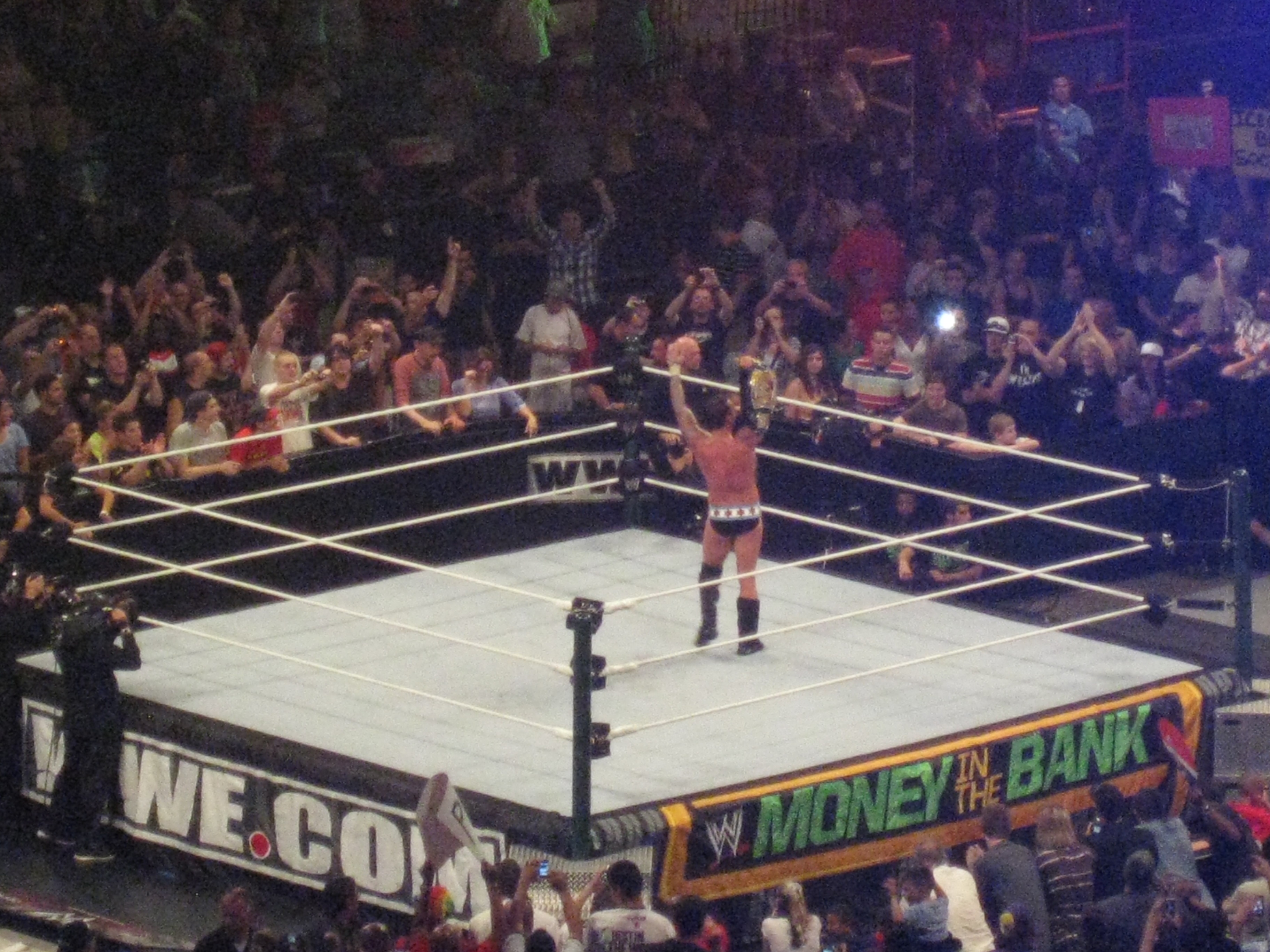
CM Punk a celebrar a conquista do Campeonato da WWE.

O evento principal da noite opôs o até então campeão da WWE, John Cena, a defender seu título contra CM Punk, com o acréscimo de que se Cena perdesse o campeonato, seria demitido por Mr. McMahon. Ainda no inicio, ambos tentaram aplicar seus movimentos de finalização, – Cena o Attitude Adjustment e Punk o Go To Sleep – mas foram mal sucedidos. Após Punk falhar em aplicar um bulldog do canto do ringue, Cena conseguiu reverter o movimento em um suplex ao seu favor, e logo em seguida, tentou seu movimento secundário, o Five Knuckle Shuffle, mas Punk o chutou na cabeça e mandou-o para fora do ringue, voando em sua direção com um suicide dive. Depois de voltarem, Cena executou seu movimento secundário. Este tentou outra vez aplicar o Attitude Adjustment, contudo, Punk foi capaz de escapar do movimento. Na metade do combate, Cena trancou Punk em sua chave de submissão, o STF. Ele lutou contra o domínio e conseguiu se arrastar até as cordas, tentando o pinfall em seguida, mas Cena conseguiu se soltar na contagem de dois. Este, na sequência, tentou um Attitude Adjustment, com surpreendentemente Punk a reverter o golpe em um Go To Sleep, mas Cena pegou em seu joelho antes que pudesse acabar o golpe e aplicou outro STF. Novamente, CM Punk chegou às cordas, mas Cena puxou-o de volta para o centro do ringue; Punk reverteu o domínio executando sua manobra de submissão, o Anaconda Vise. Cena pôs-se de pé ainda na manobra, e finalmente conseguiu aplicar o Attitude Adjustment, partindo para o pinfall, mas Punk escapou na contagem de dois. Na parte final do combate, John Cena tentava aplicar outro movimento de finalização, mas Punk reverteu e aplicou o Go To Sleep, que fez Cena cair para fora do ringue. Quando Punk foi buscar seu oponente, ele foi distraído pelo aparecimento de Mr. McMahon e John Laurinaitis. Eles olharam uns para os outros, e quando Punk retornou ao ringue, Cena o aplicou um terceiro STF. Em uma cena semelhante ao "Montreal Screwjob" (que ocorreu originalmente durante o Survivor Series de 1997), McMahon sinalizou para o árbitro acabar a luta e dar a vitória a Cena (apesar de Punk não desistir), enviado Laurinaitis para tocar o sino. O até então campeão não querendo uma vitória suja, atacou o assistente de McMahon, e voltando ao ringue, CM Punk imediatamente aplicou um segundo Go To Sleep, conseguindo o pinfall com sucesso, ganhando o seu primeiro Campeonato da WWE.
Mr. McMahon, então ordenou que o vencedor do combate Money in the Bank do Raw, Alberto Del Rio, usasse imediatamente seu contrato em Punk. Enquanto Del Rio dava sua mala ao árbitro, Punk o atacou e fugiu e pelo público, de onde mandou um "beijo de despedida" a McMahon.

## Após o evento

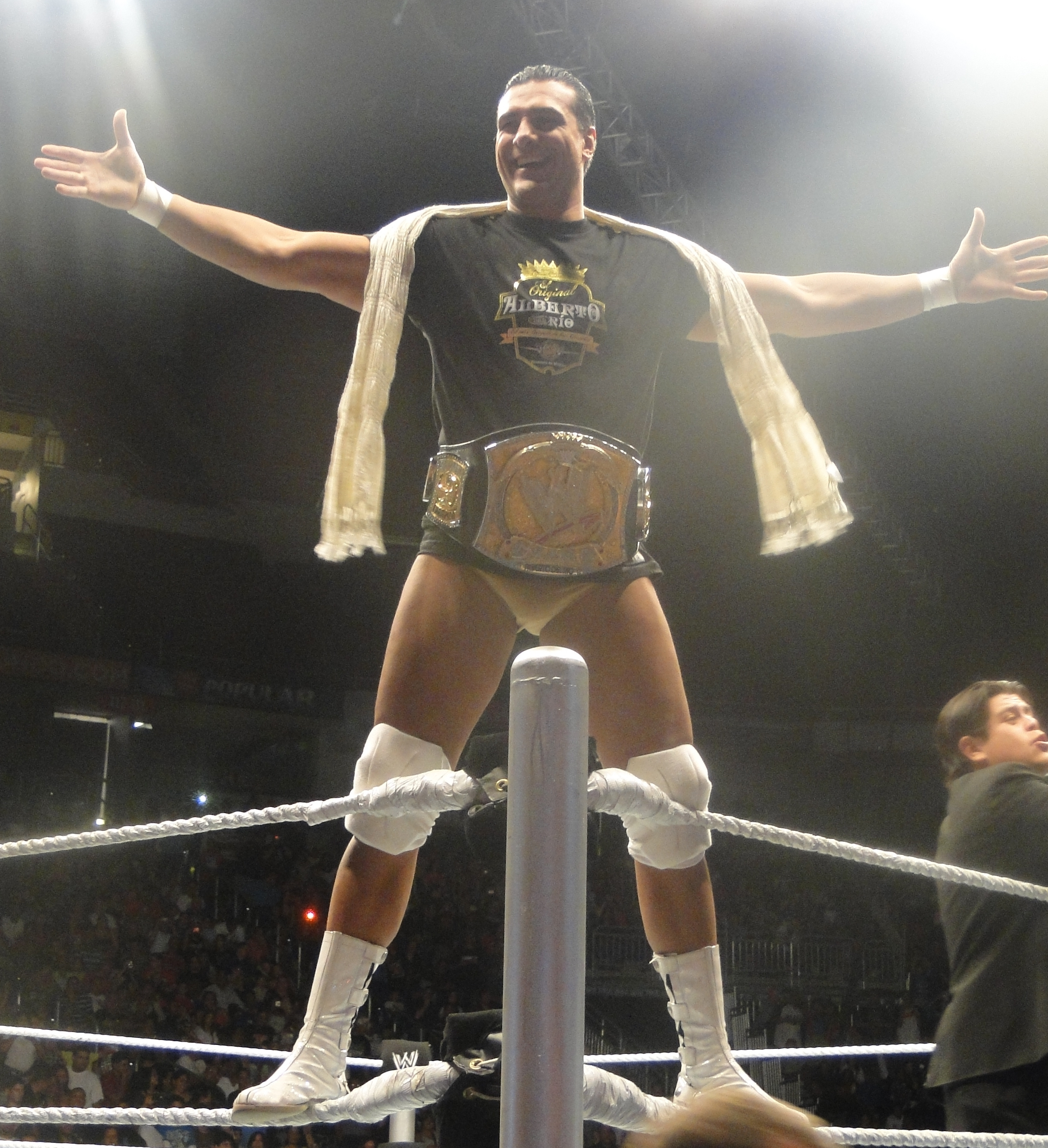
No SummerSlam, Alberto Del Rio descontou seu contrato do Money in the Bank em CM Punk, tornando-se no novo campeão da WWE.

Na noite seguinte, no Raw, Mr. McMahon deu início ao programa para resolver o problema do Campeonato da WWE. Ele ordenou a criação imediata de um torneio com oito lutadores naquela noite para declarar um novo campeão. Na primeira rodada do torneio, Rey Mysterio derrotou Dolph Ziggler, R-Truth derrotou Jack Swagger, Kofi Kingston derrotou Alberto Del Rio e The Miz derrotou Alex Riley. Nas semifinais, Mysterio derrotou R-Truth e The Miz conseguiu a vitória sobre Kingston. Mais tarde, durante o anúncio de Mr. McMahon para prosseguir com a estipulação do evento principal do Money in the Bank, onde John Cena seria demitido, a história tomou um rumo inesperado quanto Triple H retornou a WWE e anunciou que seu seu próprio dono, Mr. McMahon, estava recebendo um voto de "não confiança" pelo conselho de administração da empresa, e ele teria de assumir as operações do dia a dia da WWE efetivamente, em vez de McMahon. Neste momento, Triple H se recusou a demitir Cena, anulando a estipulação. Como resultado do anúncio, a final do torneio foi adiada para a próxima edição do Raw em 25 de julho de 2011. Neste dia, no primeiro combate da noite, Mysterio derrotou The Miz e ganhou o seu primeiro Campeonato da WWE. Mais tarde naquela noite, Triple H deu a John Cena a oportunidade de ganhar o título de Mysterio, na qual foi bem sucedido, tornando-se pela nona vez campeão da WWE, quebrando o recorde anterior do próprio Triple H. Após a luta, CM Punk retornou a WWE e confrontou Cena. No Raw de 1 de agosto, o novo diretor de operações anunciou que ele havia reassinado um contrato com Punk, marcando um combate entre ele e Cena no SummerSlam para determinar o "indiscutível" campeão da WWE. No evento, Punk iria derrotar John Cena mais uma vez, mas Triple H – que estava como árbitro especial – cometeu um erro quando ele contou até três, apesar do fato de John Cena estar com seu pé na corda inferior. Enquanto CM Punk estava comemorando sua vitória, Kevin Nash, que havia aparecido pela última vez no Royal Rumble daquele ano, o atacou por trás, lhe aplicando seu movimento de finalização, o Jackknife Powerbomb antes de deixar o ringue. O vencedor do combate Money in the Bank do Raw, Alberto Del Rio, rapidamente apareceu e descontou seu contrato, derrotando Punk em doze segundos para se tornar no novo campeão da WWE. Del Rio manteria o título até o Night of Champions, quando o perderia para John Cena.

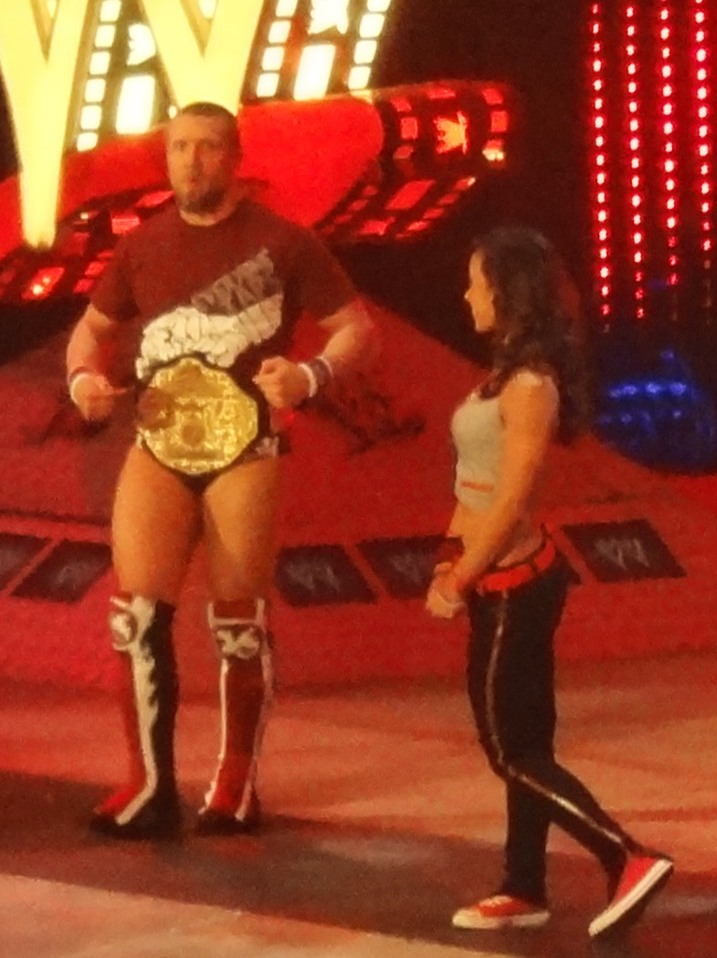
Daniel Bryan usaria seu contrato do Money in the Bank no TLC: Tables, Ladders & Chairs, onde derrotou Big Show e conquistou o Campeonato Mundial dos Pesos-Pesados.

A rivalidade entre Christian e Randy Orton continuou após o Money in the Bank. No SmackDown de 29 de julho, Christian seria obrigado por Triple H a defender o Campeonato Mundial dos Pesos-Pesados contra Orton em uma luta no holds barred no SummerSlam, onde foi derrotado, encerrando seu reinado de vinte e oito dias. A rivalidade entre os dois foi finalizada no SmackDown de 30 de agosto, onde Randy Orton derrotou Christian em uma luta numa jaula de aço para reter o campeonato mundial. Orton manteria o título somente até 18 de setembro, quando o perderia para Mark Henry no Night of Champions. Em uma revanche pelo título no Hell in a Cell, em uma luta de nome homônimo, Randy Orton novamente saiu derrotado por Henry.
No SmackDown de 25 de novembro, Mark Henry foi nocauteado por Big Show, fazendo com que Daniel Bryan descontasse seu contrato do Money in the Bank pelo Campeonato Mundial dos Pesos-Pesados, ganhando assim o título. No entanto, o gerente geral do SmackDown Theodore Long revelou que Henry não estava clinicamente liberado para competir e anulou a luta, de modo que Henry permaneceu campeão e a maleta do Money in the Bank voltou para Bryan. Em 18 de dezembro de 2011, no pay-per-view TLC: Tables, Ladders & Chairs, Bryan conseguiu usar seu contrato, derrotando Big Show (que havia acabado de ganhar o título mundial de Mark Henry em uma luta de cadeiras, sendo que após o fim do combate Henry atacou Show até este ficar inconsciente), para ganhar seu primeiro Campeonato Mundial dos Pesos-Pesados. Daniel Bryan iria manter o título até o WrestleMania XXVIII, quando o perderia para Sheamus dentro de dezoito segundos, devido a namorada de Bryan na altura, AJ Lee, lhe dar um beijo de "boa sorte" antes da luta, permitindo que Sheamus aplicasse rapidamente um Brogue Kick para vencer.
Após derrotar Brie Bella no Money in the Bank, Kelly Kelly começou uma nova rivalidade com Beth Phoenix. No Raw de 1 de agosto, Phoenix venceu uma luta battle royal, se tornando a desafiante ao Campeonato das Divas. A luta ocorreu no SummerSlam, onde Kelly conseguiu reter seu título. As duas se enfrentaram novamente no Night of Champions, onde Kelly Kelly novamente conseguiu vencer sua adversária. Outra luta entre ambas aconteceu no Hell in a Cell, desta vez com Beth Phoenix a sair vitoriosa do combate. Phoenix conseguiu manter o Campeonato das Divas até 23 de abril de 2012, quando o perdeu para Nikki Bella.

## Recepção

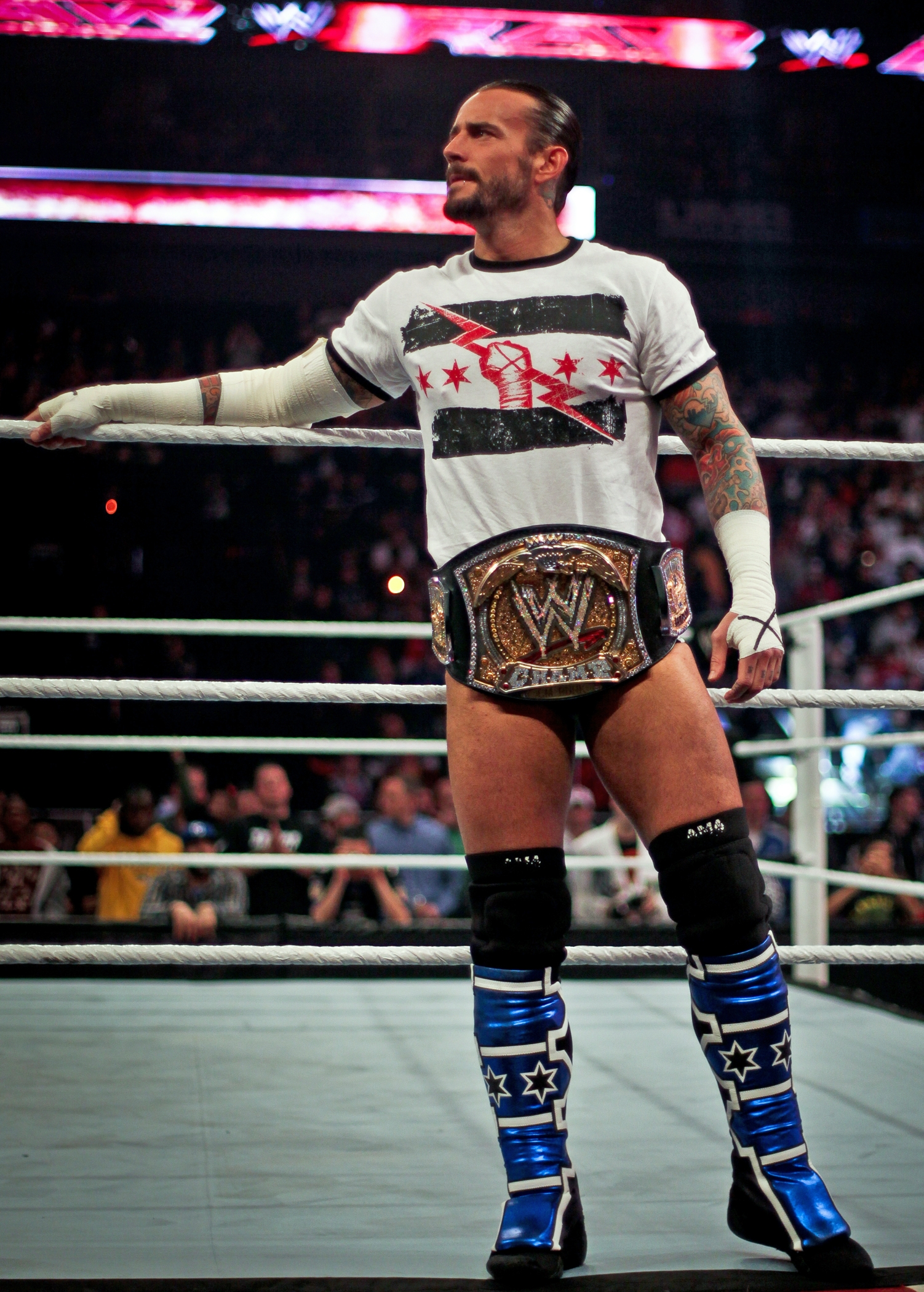
A luta entre CM Punk (foto) e John Cena no Money in the Bank rendeu uma classificação de cinco estrelas por Dave Meltzer, sendo este o segundo combate com esta classificação que Punk recebeu em sua carreira.

A Allstate Arena recebeu um público total de 14.815 pessoas. O total de compras do evento foi de 195.000, acima das 165.000 do ano anterior e das 188.000 vendas do ano posterior. O Money in the Bank gerou uma renda total de $ 750.000, que ajudou a incrementar a receita do terceiro trimestre da WWE num total de 15.8 milhões de dólares, que superou o valor estabelecido de 13.6 milhões de 2010.
O evento foi lançado em DVD pela WWE Home Video em 16 de agosto de 2011, e contou em seu conteúdo com uma entrevista extra de Matt Striker a Daniel Bryan. O DVD recebeu uma boa avaliação, tendo ganhado uma média de cinco estrelas do About.com e de 3,3 estrelas do DVD Talk. Ele também recebeu comentários de clientes, tendo recebido uma média de cinco estrelas pelos compradores da Amazon.com e do CD Universe.
O Money in the Bank recebeu aclamação unânime dos fãs e críticos, em particular, o principal evento entre CM Punk e John Cena. Rob McNichol, do tabloide inglês The Sun, deu comentários positivos para os principais eventos da noite. Ele admirou a luta entre Punk e Cena chamando-a de "o melhor combate visto na WWE em muito tempo", classificando a luta como perfeita, dando uma nota dez de dez, afirmando que "a emoção na cidade natal de Punk e a reação do público a cada movimento de Cena foi elétrico desde o início até o fim". McNichol também elogiou o ataque de Randy Orton a Christian após o final do combate, mas criticou como ele acabou, comentando que "foi uma maneira barata para Christian conquistar o Campeonato Mundial dos Pesos-Pesados", dando a luta uma nota oito. Ele também fez críticas positivas para os combates Money in the Bank, especialmente para o do Smackdown, elogiando o desempenho de Daniel Bryan e a surpreendente vitória de Alberto Del Rio no combate do Raw, classificando a luta do Smackdown com uma nota nove e a do Raw com uma nota oito e meio. No geral, ele deu ao evento nota dez.
A luta entre CM Punk e John Cena recebeu uma classificação de cinco estrelas de Dave Meltzer, do site Wrestling Observer, sendo a primeira luta na WWE a receber esta classificação desde a primeira luta Hell in a Cell entre Shawn Michaels e The Undertaker no Badd Blood: In Your House em 5 de outubro de 1997, e a primeira luta com esta classificação na WWE a não caracterizar Michaels ou Bret Hart. Meltzer também elogiou a forma como o combate terminou, afirmando que "dava realmente a impressão que Punk saiu do pay-per-view demitido e como campeão da WWE", além de classificar o Money in the Bank de 2011 como um dos "melhores eventos que a WWE já fez". O evento foi premiado como o melhor show de 2011 pela Wrestling Observer Newsletter, que também nomeou o evento principal da noite como a luta do ano de 2011.
Dave Hillhouse do Canadian Online Explorer deu ao evento uma nota seis, classificando como a melhor luta da noite o confronto entre Punk e Cena, dando ao combate uma nota oito. Hillhouse comentou que este "evento principal foi exatamente o que um evento principal é supostamente para ser. Uma luta que ofusca todas as outras no card, não importando qual seja a outra luta, onde todos apenas esperam pelo principal combate da noite".
Em abril de 2013, a WWE lançou em seu site uma lista com os 50 maiores combates pelo Campeonato da WWE de todos os tempos, tendo colocado a luta entre Cena em Punk no quarto lugar, atrás apenas dos combates entre Hulk Hogan e Andre the Giant no WrestleMania III, The Rock e Stone Cold Steve Austin no WrestleMania X-Seven e de Bret Hart contra Shawn Michaels no WrestleMania XII. Em setembro do mesmo ano, o Money in the Bank de 2011 foi classificado como o segundo melhor pay-per-view da história da empresa, perdendo apenas para o WrestleMania X-Seven.

## Resultados
| Nº                                          | Resultados | Estipulações | Tempo |
| ------------------------------------------- | --- | --- | ----- |
| Dark                                        | Santino Marella e Vladimir Kozlov derrotaram David Otunga e Michael McGillicutty                               | Luta de duplas | 5:54  |
| 1                                           | Daniel Bryan derrotou Cody Rhodes, Heath Slater, Justin Gabriel, Kane, Sheamus, Sin Cara e Wade Barrett        | Luta Money in the Bank do SmackDown | 24:26 |
| 2                                           | Kelly Kelly (c) (com Eve Torres) derrotou Brie Bella (com Nikki Bella)                                         | Luta individual pelo Campeonato das Divas da WWE | 4:46  |
| 3                                           | Mark Henry derrotou Big Show                                                                                   | Luta individual | 5:55  |
| 4                                           | Alberto Del Rio derrotou Alex Riley, Evan Bourne, Jack Swagger, Kofi Kingston, Rey Mysterio, R-Truth e The Miz | Luta Money in the Bank do Raw | 15:52 |
| 5                                           | Christian derrotou Randy Orton (c) por desqualificação                                                         | Luta individual pelo Campeonato Mundial dos Pesos-Pesados; se Orton fosse desqualificado ou se o árbitro fizesse uma "decisão errada", Christian ganharia automaticamente o título. | 12:18 |
| 6                                           | CM Punk derrotou John Cena (c)                                                                                 | Luta individual pelo Campeonato da WWE; se Cena perdesse, seria demitido. | 33:42 |
| (c) – Refere-se aos campeões antes da luta. | | |       |